# Marthinius Pretorius
Marthinus Wessel Pretorius, född 17 september 1819 i Graaff-Reinet, död 19 maj 1901 i Potchefstroom, var en sydafrikansk politiker, son till Andries Pretorius.
Marthinius Pretorius valdes 1856 till president i Transvaal och försökte därmed förena Oranjefristaten. 1859–1863 var han landets president, medan Transvaal gick egna vägar och genomgick inre konflikter. 1865–1871 var han åter president i Transvaal. 1878–1883 deltog han i första boerkriget och därefter i återuppbyggandet av landet efter kriget.